# 紫口棘结螺
紫口棘结螺（学名：Morula borealis），是新腹足目骨螺科Morula的一种。主要分布于中国大陆、台湾，常栖息在潮间带岩礁。